# Condado de Ware
El condado de Ware (en inglés: Ware County), fundado en 1824, es uno de 159 condados del estado estadounidense de Georgia. En el año 2000, el condado tenía una población de 75 073 habitantes y una densidad poblacional de 15 personas por km². La sede del condado es Waycross.

## Geografía
Según la Oficina del Censo, el condado tiene un área total de 2339 km² (903,1 mi²), de la cual 1546 km² (596,9 mi²) es tierra y 793 km² (306,2 mi²) (33%) es agua.

### Condados adyacentes
- Condado de Bacon (norte)
- Condado de Pierce (este)
- Condado de Brantley (este)
- Condado de Charlton (sureste)
- Condado de Coffee (noroeste)
- Condado de Clinch (oeste)
- Condado de Atkinson (oeste)
- Condado de Baker (sur)

## Demografía
Según el censo de 2000, había 75 073 personas, 13 475 hogares y 9297 familias residiendo en la localidad. La densidad de población era de 15 hab./km². Había 15 831 viviendas con una densidad media de 7 viviendas/km². El 69.65% de los habitantes eran blancos, el 28.01% afroamericanos, el 0.18% amerindios, el 0.48% asiáticos, el 0.03% isleños del Pacífico, el 0.99% de otras razas y el 0.66% pertenecía a dos o más razas. El 1.94% de la población eran hispanos o latinos de cualquier raza.
Los ingresos medios por hogar en la localidad eran de $34 372, y los ingresos medios por familia eran $326 910. Los hombres tenían unos ingresos medios de $26 910 frente a los $20 424 para las mujeres. La renta per cápita para el condado era de $14 384. Alrededor del 20.50% de la población estaban por debajo del umbral de pobreza.

## Transporte

### Principales carreteras
- U.S. Route 1
- U.S. Route 23
- U.S. Route 82
- U.S. Route 84
- Ruta Estatal de Georgia 158

## Localidades
- Deenwood
- Manor
- Sunnyside
- Waycross
- Ruskin
- Dixie Union
- Millwood
- Waresboro